# 我老婆唔夠秤II：我老公唔生性
《我老婆唔夠秤2：我老公唔生性》2012年上映的香港電影喜劇，由鄭伊健、蔡卓妍領銜主演，由阮世生執導，由寰宇娛樂出品。是於2002年上映的《我老婆唔夠秤》的續作。
獲選為2012年度【香港電影評論學會】八部推薦電影之一。

## 演員表
| 演員   | 角色     | 角色介紹                                                             |
| 鄭伊健 | 張十三   | 十三張，馬淑玲丈夫 大學教授，與董怡發生曖昧關係                      |
| 蔡卓妍 | 馬淑玲   | YoYo，張十三妻子 與林書浩是小學同學，童年陳沛妍飾演                  |
| 張歆藝 | 董怡     | 模特兒，張十三任教大學的插班生 與張十三發生曖昧關係                  |
| 徐正曦 | 林書浩   | 馬淑玲的小學同學，暗戀馬淑玲 20年 後向馬淑玲求婚失敗，童年周灝俊飾演 |
| 鄭欣宜 | Na Na    | 馬淑玲之表妹，網上食評家，張十三之同事                               |
| 王祖藍 | 李 生    | 張十三及YoYo之鄰居                                                   |
| 賈曉晨 | 李 太    | 張十三及YoYo之鄰居                                                   |
| 盧海鵬 | 六叔公   | 馬淑玲及Na Na的親戚                                                  |
| 邵音音 | 六叔婆   | 六叔公之妻，馬淑玲及Na Na的親戚 患有老人痴呆症                       |
| 關楚耀 | 維園亭風 | 送石油氣工人                                                         |
| 林姍姍 | Sister   | 德智中學校長                                                         |
| Mr.    | Band友   | 張十三及YoYo之鄰居                                                   |
| 曾國祥 | 賊       | 搶劫張十三                                                           |
| 張繼聰 | Louis    | 攝影師                                                               |
| 朱 薰  | 周師奶   | 張十三及YoYo之鄰居                                                   |
| 戴夢夢 | 譚太     | 張十三及YoYo之鄰居                                                   |
| 趙碩之 | Joey     | 潛水教練，張十三之舊學生                                             |
| 倪晨曦 | Annie    | 與馬淑玲合資時裝店                                                   |
| 徐佳琦 | Kitty    | 林書浩未婚妻                                                         |
| 張學潤 |          | 董怡經理人                                                           |
| 林芊妤 |          | 三叔未婚妻，在派對上與YoYo及NaNa爭執                                 |
| 張暖雅 |          | 泳池派對女郎                                                         |
| 符曉薇 |          | 泳池派對女郎                                                         |
| 文凱玲 |          | 泳池派對女郎                                                         |
| 梁皓楷 |          | 帆船船長                                                             |
| 阮世生 |          | 醫生                                                                 |
| 袁富華 |          | 保安                                                                 |

## 歌曲
- 蔡卓妍 - 白頭到老
- 蔡卓妍 - 明明
- 蔡卓妍 - 為什麼（內地版本）
- 鄭伊健 - For U & Me
- 羅  堅 - Everytime you say goodbye
- 羅震環 - 靠近

## 演職人員
- 出品人：林小明
- 聯合出品人：周焯華、穆業冬
- 行政監製：林小強、唐才智、董培雯
- 導演：阮世生
- 副導演：楊國威
- 編劇：阮世生、羅耀輝、吳孟璋
- 監製：伍健雄
- 製片：彭立威
- 攝影：姜國民
- 剪接：梁國榮
- 配樂：羅堅
- 製作：本地製作有限公司
- 領銜主演：鄭伊健、蔡卓妍、張歆藝、鄭欣宜、徐正曦
- 美術指導：馮繼輝
- 服裝指導：蔡彥文
- 出品公司：寰宇娛樂有限公司
- 聯合出品：太陽娛樂文化有限公司、北京綜藝星皓娛樂文化有限公司、廣州英明文化傳播有限公司

## 外部連結
- 我老婆唔夠秤II：我老公唔生性的Facebook專頁
- 我老公唔生性（My Sassy Hubby） （页面存档备份，存于），（澳大利亚電影評論學會）

- 開眼電影網上《我老公不靠譜》的資料（繁體中文）
- 豆瓣电影上《我老公不靠譜》的資料 （简体中文）
- 时光网上《我老公不靠譜》的資料（简体中文）
- 爛番茄上《我老婆唔夠秤II：我老公唔生性》的資料（英文）
- 香港影庫上《我老婆唔夠秤II：我老公唔生性》的資料（繁體中文）
- 互联网电影数据库（IMDb）上《我老婆唔夠秤II：我老公唔生性》的资料（英文）